# Pokal Slovenije 1996/97
Der Pokal Slovenije 1996/97 war die sechste Austragung des slowenischen Fußballpokalwettbewerbs der Herren. Pokalsieger wurde der NK Branik Maribor, der sich in den beiden Finalspielen gegen den NK Primorje Ajdovščina durchsetzte.
Da Maribor durch den Meistertitel bereits für Champions League qualifiziert war, ging der Startplatz für den Pokalsiegerwettbewerb an den unterlegenen Finalisten.

## Modus
In den ersten beiden Runden wurde der Sieger in einem Spiel ermittelt. Stand es nach der regulären Spielzeit von 90 Minuten unentschieden, wurde eine Verlängerung von 2 × 15 Minuten gespielt. Stand es danach immer noch unentschieden wurde der Sieger im Elfmeterschießen ermittelt. Ab dem Viertelfinale wurden die Begegnungen in Hin- und Rückspiel ausgetragen. Bei Torgleichheit entschied zunächst die Auswärtstorregel.

## Teilnehmer
| Nogometna Liga 1995/96       |
| ---------------------------- |
| NK Primorje Ajdovščina       |
| ND Petrošnik Beltinci        |
| NK Protonavto Publikum Celje |
| ND HIT Gorica                |
| NK Izola                     |
| NK Olimpija Ljubljana        |
| NK Branik Maribor            |
| NK Mura                      |
| NK Korotan Prevalje          |
| NK Rudar Velenje             |

| Sieger des Regionalpokals | Sieger des Regionalpokals                                       |
| ------------------------- | --------------------------------------------------------------- |
| MNZ Celje                 | NK Šentjur, NK Šmartno ob Paki                                  |
| MNZ Koper                 | NK Jadran Hrpelje-Kozina, NK Ankaran                            |
| MNZG Kranj                | NK Triglav Kranj, NK Naklo                                      |
| MNZ Lendava               | NK Nafta Lendava, NK Odranci                                    |
| MNZ Ljubljana             | NK Železničar Ljubljana, NK Slavija Vevče, NK Mengeš            |
| MNZ Maribor               | NK Železničar Maribor, NK Akumulator Mežica, NK Kovinar Maribor |
| MNZ Murska Sobota         | NK Veržej, ŠNK Bakovci, NK Goričanka Rogašovci                  |
| MNZ Nova Gorica           | NK Goriške Opekarne, NK Komen                                   |
| MNZ Ptuj                  | NK Drava Ptuj, NK Aluminij, NK Središče                         |

## 1. Runde
|                          | Ergebnis              |                              |
| ------------------------ | --------------------- | ---------------------------- |
| ND Petrošnik Beltinci    | 1:3                   | NK Olimpija Ljubljana        |
| NK Akumulator Mežica     | 00:13                 | ND HIT Gorica                |
| NK Veržej                | 1:7                   | NK Mura                      |
| NK Mengeš                | 0:5                   | NK Branik Maribor            |
| NK Aluminij              | 3:3 n. V. (4:3 i. E.) | NK Železničar Ljubljana      |
| NK Goriške Opekarne      | 1:4                   | NK Rudar Velenje             |
| NK Goričanka Rogašovci   | 1:7                   | NK Primorje Ajdovščina       |
| NK Jadran Hrpelje-Kozina | 1:2                   | NK Korotan Prevalje          |
| NK Slavija Vevče         | 1:7                   | NK Protonavto Publikum Celje |
| NK Naklo                 | 1:0                   | NK Triglav Kranj             |
| NK Izola                 | 00:3 1                | NK Odranci                   |
| ŠNK Bakovci              | 1:2                   | NK Železničar Maribor        |
| NK Nafta Lendava         | 4:0                   | NK Ankaran                   |
| NK Šentjur               | 2:0                   | NK Kovinar Maribor           |
| NK Komen                 | 1:4                   | NK Drava Ptuj                |
| NK Središče              | 0:6                   | NK Šmartno ob Paki           |

## Achtelfinale
|                       | Ergebnis              |                              |
| --------------------- | --------------------- | ---------------------------- |
| NK Šentjur            | 1:2                   | NK Protonavto Publikum Celje |
| NK Rudar Velenje      | 3:3 n. V. (3:4 i. E.) | NK Branik Maribor            |
| ND HIT Gorica         | 1:3                   | NK Mura                      |
| NK Naklo              | 1:5                   | NK Olimpija Ljubljana        |
| NK Železničar Maribor | 1:3 n. V.             | NK Korotan Prevalje          |
| NK Šmartno ob Paki    | 5:2                   | NK Odranci                   |
| NK Aluminij           | 3:1                   | NK Drava Ptuj                |
| NK Nafta Lendava      | 0:1 n. V.             | NK Primorje Ajdovščina       |

## Viertelfinale
|                       | Gesamt |                              | Hinspiel | Rückspiel |
| --------------------- | ------ | ---------------------------- | -------- | --------- |
| NK Olimpija Ljubljana | 6:1    | NK Protonavto Publikum Celje | 1:0      | 5:1       |
| NK Mura               | 2:0    | NK Šmartno ob Paki           | 1:0      | 1:0       |
| NK Branik Maribor     | 6:1    | NK Korotan Prevalje          | 3:1      | 3:0       |
| NK Aluminij           | 1:6    | NK Primorje Ajdovščina       | 0:3      | 1:3       |

## Halbfinale
|                   | Gesamt |                        | Hinspiel | Rückspiel |
| ----------------- | ------ | ---------------------- | -------- | --------- |
| NK Branik Maribor | 4:2    | NK Olimpija Ljubljana  | 2:2      | 2:0       |
| NK Mura           | 2:3    | NK Primorje Ajdovščina | 1:0      | 1:3       |

## Finale

### Hinspiel
| Paarung        | NK Branik Maribor – NK Primorje Ajdovščina |
| Ergebnis       | 0:0                                        |
| Datum          | 4. Juni 1997                               |
| Stadion        | Stadion Ajdovščina, Ajdovščina             |
| Zuschauer      | 1.000                                      |
| Schiedsrichter | Drago Kos                                  |
| Tore           | keine                                      |

### Rückspiel
| Paarung        | NK Primorje Ajdovščina – NK Branik Maribor                                 |
| Ergebnis       | 3:0 (2:0)                                                                  |
| Datum          | 17. Juni 1997                                                              |
| Stadion        | Stadion Ljudski vrt, Maribor                                               |
| Zuschauer      | 8.000                                                                      |
| Schiedsrichter | Srečko Kandare                                                             |
| Tore           | 1:0 Amir Karić (18.) 2:0 Viktor Paço (24.) 3:0 Zvezdan Ljubobratović (85.) |